# Primera comunión
Pour plus de détails, voir Fiche technique et Distribution.
Primera comunión (litt. Première communion) est un film dramatique espagnol sorti en 1969, réalisé par Alberto Mariscal

## Synopsis
Un enfant de condition sociale très modeste désire faire sa première communion. Les circonstances ne semblent pas le permettre, jusqu'à un tragique accident, après lequel un groupe de personnes l'aident à réaliser son rêve.

## Fiche technique
- Titre original espagnol : Primera comunión
- Réalisation : Alberto Mariscal
- Scénario : Vicente Escrivá (histoire), Alberto Mariscal (adaptation), Alfredo Varela (scénario)
- Genre : drame
- Musique : Jorge Pérez
- Production : Matouk Films S.A.
- Photographie : Roberto Jaramillo
- Montage : Ricardo Cuellar
- Durée : 87 min
- Pays de production :  Mexique
- Année de sortie : 1969
- Langue originale : espagnol

## Distribution
- David Reynoso (es)
- Gloria Marín
- Begoña Palacios (es)
- Ángel Garasa (es)
- Julián Pastor
- Julián Bravo (es) : Pedro
- Paco Malgesto (es)
- Lucy Buj : Rosita
- Eric del Castillo (es)
- Regino Herrera
- Arturo Martínez (es)
- Victor Eberg